# Festival Internacional de Benicàssim
El Festival Internacional de Benicàssim (FIB) és un festival de música pop i electrònica que té lloc cada estiu des de 1995 a Benicàssim: s'hi poden veure grups de música independent, pop, rock, música electrònica i d'altres tipus; a més s'hi duen a terme altres activitats relacionades amb el teatre, la moda o el cinema.
Alguns dels artistes més importants que han passat pel FIB són Bob Dylan, Leonard Cohen, LCD Soundsystem, Radiohead, Scissor Sisters, Oasis o Pet Shop Boys entre d'altres. Els primers artistes confirmats per a la vint-i-dosena edició foren els californians Red Hot Chili Peppers.

## Cartells
| Edició | Dates             | Caps de cartell | Altres artistes destacats | Preu entrada |
| ------ | ----------------- | --- | --- | ------------ |
| I      | 4-6 agost 1995    | The Charlatans · The Jesus and Mary Chain · Cranes                                                                                       | Ride · Carter the Unstoppable Sex Machine · Echobelly | 8.000 Pts    |
| II     | 1-4 agost 1996    | | The Stone Roses · The Jesus and Mary Chain · The Chemical Brothers | 9.500 Pts    |
| III    | 8-10 agost 1997   | The Chemical Brothers · Suede · Blur | Teenage Fanclub · Dinosaur Jr. · Pavement |              |
| IV     | 7-9 agost 1998    | Sonic Youth · The Jesus and Mary Chain · Björk                                                                                           | PJ Harvey · Spiritualized · Bernard Butler |              |
| V      | 6-8 agost 1999    | Blur · Suede · Massive Attack | Bis · Ultrasound · Stereophonics | 14.000 Pts   |
| VI     | 4-6 agost 2000    | Oasis · Primal Scream · Richard Ashcroft                                                                                                 | | 15.000 Pts   |
| VII    | 3-5 agost 2001    | James · Manic Street Preachers · Pulp | | 15.600 Pts   |
| VIII   | 2-4 agost 2002    | The Cure · Radiohead · The Chemical Brothers · Suede                                                                                     | Los Planetas · Muse · GusGus · Supergrass · Paul Weller · Primal Scream · Belle & Sebastian · Air · Doves · Black Rebel Motorcycle Club · DJ Shadow |              |
| IX     | 8-10 agost 2003   | Blur · Beck · Moby · Suede | Placebo · Beth Gibbons · Travis · Moloko · Death in Vegas · Groove Armada · Todd Terry · Daniel Johnston · Tahiti 80 · Calexico · Donovan · Richard Hawley · The Coral · Suicide | 115€         |
| X      | 6-8 agost 2004    | Kraftwerk · Pet Shop Boys · Lou Reed · Morrissey · Brian Wilson · The Chemical Brothers                                                  | Tindersticks · The Charlatans · Cooper · Primal Scream · Los Planetas · Belle & Sebastian · The Dandy Warhols · Franz Ferdinand · Spiritualized · Air · Märtini Brös · Scissor Sisters · Richie Hawtin vs. Ricardo Villalobos · LCD Soundsystem · Kings of Leon · Teenage Fanclub · Soulwax · Love | 140 €        |
| XI     | 4-7 agost 2005    | The Cure · Basement Jaxx · Keane · Lemonheads · Oasis · Nick Cave and the Bad Seeds                                                      | Yo La Tengo · Athlete · Mando Diao · Dinosaur Jr. · Radio 4 · The Raveonettes · LCD Soundsystem · Kasabian · Hot Hot Heat · Fischerspooner · !!! · Róisín Murphy · The Kills · Kaiser Chiefs · The Wedding Present · Doves · Richard Hawley · Daniel Johnston | 140 €        |
| XII    | 20-23 juliol 2006 | Pixies · The Strokes · Echo & the Bunnymen · Franz Ferdinand · Morrissey · Depeche Mode · Placebo · Madness                              | The Futureheads · Manta Ray · Mojave 3 · The Kooks · Morning Runner · dEUS · The Rakes · Green Velvet · Tiga · 2 Many DJ's+Justice · Hell · Matthew Herbert · The Walkmen · Matt Elliott · Yann Tiersen |              |
| XIII   | 19-22 juliol 2007 | Devo · Dinosaur Jr. · Wilco · Arctic Monkeys · The B-52's · Muse                                                                         | Fangoria · Klaxons · Fischerspooner · The Magic Numbers · Albert Hammond Jr. · Black Rebel Motorcycle Club · Kings of Leon · Unkle · The Hives · Anthony and the Johnsons · Rufus Wainwright · Os Mutantes · Micah P. Hinson · Calexico · Animal Collective · Carl Craig · The Rapture · GusGus · The Human League · !!! · Ellen Allien · Armand Van Helden · Amy Winehouse |              |
| XIV    | 17-20 juliol 2008 | My Bloody Valentine · Mika · Gnarls Barkley · The Raconteurs · Leonard Cohen · Morrissey · Siouxsie                                      | Róisín Murphy · New York Dolls · Babyshambles · The Kills · My Morning Jacket · The Brian Jonestown · Massacre · Morente Omega · Vive la Fête · Hot Chip · Tricky · American Music Club · Justice · Death Cab for Cutie · Spiritualized · La Casa Azul · Fujiya & Miyagi · José González (cantant) · Eef Barzelay · Bracken · Richard Hawley · Micah P. Hinson · Sigur Rós · Battles | 155 €        |
| XV     | 16-19 juliol 2009 | Oasis · Kings of Leon · Franz Ferdinand · The Killers                                                                                    | Fangoria · Four Tet · Gang of Four · Glasvegas · Inner City · Mystery Jets · Telepathe · The Walkmen · Christina Rosenvinge · Cooper · The Horrors · Javier Corcabado · Le Hammond Inferno · Magazine · Maxïmo Park · Nacho Vegas · Paul Weller · Los Planetas · Tom Tom Club · Yuksek · 2 Many DJ's · Elbow · Foals · Josele Santiago · Lily Allen · Peaches · Russian Red · Television Personalities · Rinôçerôse · Calexico · Catpeople · Friendly Fires · Giant Sand · Hell · Laurent Garnier · Pete Doherty · The Psychedelic Furs · TV on the Radio · White Lies |              |
| XVI    | 15-18 juliol 2010 | Kasabian · Vampire Weekend · The Prodigy · Gorillaz                                                                                      | Ray Davies · Charlotte Gainsbourg · Broken Bells · Southern Arts Society · The Paris Riots · Hot Chip · DJ Shadow · Julian Casablancas · Fiohn Regan · Triángulo de Amor Bizarro · The Specials · Ian Brown · Klaxons · Ash · Gentle Music Men · Dizzee Rascal · Lily Allen · Leftfield · The Courteeners · Standstill · The Temper Trap · Goldfrapp · PiL · Echo & the Bunnymen |              |
| XVII   | 14-17 juliol 2011 | The Streets · The Strokes · Arctic Monkeys · Arcade Fire                                                                                 | Plan B · Brandon Flowers · Mumford & Sons · Portishead |              |
| XVIII  | 12-15 juliol 2012 | Florence and the Machine · At the Drive-In · Bob Dylan · The Stone Roses · Noel Gallagher's High Flying Birds · New Order · David Guetta | |              |
| XIX    | 18-21 juliol 2013 | Queens of the Stone Age · Beady Eye · Primal Scream · Arctic Monkeys · The Killers                                                       | |              |
| XX     | 17-20 juliol 2014 | Kasabian · The Libertines | Tinie Tempah · Ellie Goulding · Chase & Status · Jake Bugg · Paul Weller · Tame Impala · Lilu Allen · Ingrosso · Manic Street Preachers · Paolo Nutini · M.I.A. · Alesso · Tavis |              |
| XXI    | 16-19 juliol 2015 | Florence and the Machine · The Prodigy · Blur · Portishead                                                                               | Crystal Fighters · Clean Bandit · Noel Gallagher's High Flying Birds · Jamie T · Los Planetas · Kaiser Chiefs · Bastille · Vetusta Morla |              |
| XXII   | 14-17 juliol 2016 | Major Lazer · The Chemical Brothers · Muse · Disclosure · Kendrick Lamar · Massive Attack                                                | Skepta · Soulwax · Mr. Oizo · Biffy Clyro · Jamie xx · The Vaccines · Band of Skulls · John Talabot · Dorian · La Habitación Roja · Bloc Party · The Kills · Echo & the Bunnymen · The Coral · Breakbot · Zahara · The Maccabees · The 1975 · Catfish and the Bottlemen · Jess Glynne · Mac DeMarco · DJ Shadow |              |
| XXIII  | 13-16 juliol 2017 | The Weeknd · Foals · Deadmau5 · Los Planetas · Red Hot Chili Peppers · Kasabian                                                          | Stormzy · Bonobo · Ride · The Jesus and Mary Chain · Courteeners · Kaleo · 2manydjs · Blossoms · Temples · La Casa Azul · Biffy Clyro · Liam Gallagher · Dinosaur Jr. · Peter Doherty · Mura Masa · Surfin' Bichos · Mala Rodríguez · Crystal Fighters · Years & Years · Love of Lesbian · Kaytranada · Dua Lipa · Tiga |              |
| XXIV   | 19-22 juliol 2018 | Travis Scott · The Killers · Pet Shop Boys · Liam Gallagher                                                                              | Two Door Cinema Club · Izal · J Hus · Eric Prydz · The Vaccines · Rag'n'Bone Man · Catfish and the Bottlemen · Chase & Status · The Kooks · Belle & Sebastian · Giggs · Justice · Bastille · Madness |              |